# Kosutány Géza
Kosutány Géza, teljes nevén: Kosutány Géza Lajos Pál (Gyulaj (Szabolcs megye), 1841. június 29. – Budapest, 1908. november 12.) királyi ítélőtáblai bíró.

## Élete
Kosutány János, gróf Károlyi György uradalmi tisztje és Jósa Peronella fia. Az algimnáziumot Nagybányán kezdte és a IV. osztálytól Szatmárt végezte; ezután uradalmi szolgálatba lépett. Azonban az 1861. évi nemzeti felújulás őt is a jogi pályára Pestre vonzotta, ahol az egyetemi jogi tanfolyamot elvégezvén 1866. március 15-én Pest megye tiszteletbeli aljegyzője lett; amikor pedig 1868. május 8-án ügyévi oklevelet nyert, rövid önálló ügyvédi működés után, azon év december 16-án Pest város tiszti ügyészévé választatott. 1872. január 1-jén a királyi ügyészséghez lépett be és a királyi váltótörvényszék ügyészévé, 1883-ban pedig budapesti királyi törvényszéki bíróvá, 1893-ban a budapesti királyi ítélőtábla bírájává nevezték ki. A főváros közönsége 1878-ban iskolaszéki taggá, a megalakult iskolaszék pedig jegyzőjévé választotta. Később fővárosi közigazgatási bizottsági taggá is megválasztották, a budai várbeli kaszinónak pedig hosszabb ideig igazgatója volt. Neje Pantl Katalin volt.
Mint joghallgató a Nefelejtsbe írt költeményeket. Cikkei az Ügyvédek Lapjában (A büntető eljárás reformja, A csalás mint magán vád); a Jogban (1890-91. A párbaj mint társadalmi métely); Az egyetértésben (Egyéni érték.)

## Munkája
- Nevezetesebb bünesetek tára. Pest, 1890-93. Négy kötet.